# Francisco Cepeda
Francisco Cepeda Nistal, (Sopuerta, 8 de marzo de 1906 - Grenoble, 14 de julio de 1935) fue un ciclista semi-profesional español entre los años 1925 y 1935.
Cepeda fue el primer ciclista que falleció a causa de un accidente en competición en el Tour de Francia.
El 11 de julio de 1935, en el transcurso de la séptima etapa, disputada entre Aix-les-Bains y Grenoble, el corredor sufrió una caída que le causó una fractura en la base del cráneo, a consecuencia de la cual murió tres días después en el Hospital de La Tronche.

## Biografía
Cepeda llegó a ser en su tiempo un ciclista destacado en el panorama español. En 1927 logró la medalla de bronce en el Campeonato de España de ciclismo en ruta, celebrado en Barcelona.
Su primera participación en el Tour de Francia se produjo en el año 1930, habiendo sido seleccionado para formar parte del equipo de España y terminando la prueba en un meritorio puesto 27º de la clasificación general. Previamente a aquella edición del Tour, la primera en la que participaban selecciones que representaban a países, únicamente cuatro ciclistas españoles habían logrado llegar a París (José María Javierre, Victorino Otero, Jaime Janer y Salvador Cardona). Los medios de comunicación internacionales reconocieron entonces la extraordinaria ascensión de Cepeda al Galibier, que coronó en una destacada posición, logrando a partir de entonces la invitación a pruebas para ciclistas escaladores en Francia.
En la siguiente edición, la de 1931, Cepeda constituyó en solitario el equipo representante de España, dada la negativa de otros corredores a participar, al no llegar a un acuerdo en las condiciones de su participación. Tras sufrir un gran número de contratiempos y problemas físicos, el corredor abandonó la carrera en el transcurso de la 20.ª etapa. Ese mismo año logra un meritorio tercer puesto en la subida al Mont Faron, en Toulon, Francia.
En 1933 vuelve a acudir al Tour junto con Vicente Trueba, ambos en la categoría "Touristes-Routieres", en ausencia de equipo representante de España.
Tras un abandono temporal de la actividad deportiva, Cepeda reapareció en 1935, participando en la primera edición de la Vuelta Ciclista a España, que finalizó en el puesto 17º, e inscribiéndose en el Tour de Francia en la categoría "Individuel", reservada para aquellos corredores que, no habiendo sido seleccionados por la federación nacional correspondiente, recibían invitación directa para participar por parte de la organización de Tour.

## Accidente mortal
Aquella etapa del Tour de Francia contaba con ascensos al Galibier y posteriormente al Lautaret para, ya en terreno sensiblemente llano, cruzar el núcleo urbano de Le Bourg d'Oisans y luego discurrir por las gargantas del río Romanche hacia Grenoble por la carretera D 1091 (entonces denominada RN 91).
El accidente se produjo cuando Cepeda formaba parte de un grupo de unos cinco corredores que circulaban a alta velocidad, aproximadamente en el punto kilométrico 14,400, en la curva denominada localmente “de los castaños”, tras haber cruzado el núcleo urbano de Rioupéroux (comuna de Livet-et-Gavet).
A raíz de la investigación desarrollada por la brigada local de la gendarmería francesa, se abrieron diligencias judiciales en los juzgados de Grenoble por un posible homicidio involuntario debido a que uno de los testigos del accidente aseguró en su declaración que un vehículo no relacionado con la carrera había arrollado al ciclista. Sin embargo, la causa fue finalmente archivada el 31 de enero de 1936 atendiendo a que otros testigos observaron cómo Cepeda sufrió un brusco desplazamiento lateral en el momento en que el tubular de una de las ruedas se despegó de la llanta, a consecuencia del cual cayó sobre la calzada. El ciclista fue inmediatamente trasladado al hospital en un coche perteneciente al equipo español que seguía al grupo y, aunque en un principio existía optimismo sobre su recuperación, su estado se agravó rápidamente, falleciendo sin llegar a recuperar la consciencia.
Si bien la causa del accidente de Cepeda nunca fue oficialmente comunicada, la hipótesis más probable es aquella que apunta a un problema en los materiales utilizados para las ruedas de las bicicletas. En las unidades suministradas aquel año por la organización del Tour, se utilizaron llantas de duraluminio en lugar de las llantas de madera que se había venido utilizando hasta ese momento. Se consideró entonces que la salida del tubular fue debida al deterioro del adhesivo que lo fijaba por el calor producido en las frenadas y transmitido con facilidad por el duraluminio, agravándose esta circunstancia por el ambiente de altas temperaturas veraniegas. De hecho, ya desde las primeras etapas se produjo tal número de accidentes por esta causa que se generó una fuerte polémica que finalmente forzó a restituir las llantas de madera en la etapa de Niza.
La documentación relativa a las diligencias judiciales desarrolladas con el fin de esclarecer las causas del accidente del ciclista se encuentra a disposición pública en los Archivos Departamentales del Departamento de Isère, en la ciudad de Grenoble.
Paco Cepeda es el único corredor fallecido por accidente en el Tour de Francia que todavía no ha recibido por su organización un reconocimiento específico en forma de memorial. 
El Ayuntamiento de su localidad natal, Sopuerta, colocó en 2006 una escultura en su memoria que situó en el solar donde se situaba la casa de su familia.

## Palmarés
1925
- 1º II Circuito de Guecho
- 1º Carrera de Barakaldo
- 5º XII Campeonato de Bizkaia

1926
- 1º XIII Campeonato de Bizkaia
- 1º Prueba Otero-Payan (Torrelavega)
- 1º Carrera de El Escritorio (Santander)
- 1º II Circuito de Tafalla
- 1º Carrera de Laredo
- 2º III Circuito de Guecho
- 2º V Prueba de Villafranca de Ordizia
- 2º Carrera de Ortuella
- 2º II Gran Prueba Eibarresa
- 2º Vuelta Ibaiondo (Soraluze)
- 3º Circuito de la Ribera (Tudela)
- 3º Carrera de Gallarta
- 4º II Vuelta a Cantabria

1927
- 1º XIV Campeonato de Bizkaia
- 1º Carrera Nacional en pista (Burgos)
- 1º Carrera de Sopuerta
- 2º Campeonato Vasco 100km Contrarreloj
- 2º IV Circuito de Lasarte
- 2º II Circuito de Sollube
- 2º Carrera Nacional de Dos Caminos (Basauri)
- 3º Campeonato de España en Ruta  (Barcelona)
- 3º I Vuelta de Piqueras (La Rioja)
- 3º Circuito de la ribera del Jalón (Alagón)
- 3º Match - Omnium, Pista de Mendizorroza (Vitoria)
- 4º II Vuelta a Asturias
- 13º IV Vuelta al País Vasco

1928
- 1º Carrera del Club Alpino (Madrid-Navacerrada)
- 1º Prueba de Torrelavega
- 2º Prueba de la Unión Velocipédica Española (Madrid - San Rafael - Madrid)
- 2º Prueba de la Unión Velocipédica Española (Madrid - Guadalix - Madrid)
- 3º III Vuelta a Estella

1929
- 1º VI Circuito de Guecho
- 1º Carrera Santander - Santander
- 1º Vuelta a Campázar (Eibar)
- 1º Gran Prueba Internacional de Irún
- 1º Gran Premio de Pascuas (Pamplona)
- 1º II Vuelta a Álava
- 2º XVI Campeonato de Bizkaia
- 2º VI Circuito de Pamplona
- 2º IV Gran Premio Bizkaia
- 2º I Prueba de Legazpia
- 2º IV Prueba de Loinaz (Beasáin)
- 3º Carrera de Azpeitia
- 17º VI Vuelta al País Vasco

1930
- 1º Circuito de Santa Cruz (Azkoitia)
- 1º Campeonato Vasco-Montañés (Santander)
- 3º I Circuito de Sodupe
- 3º Circuito de Sopuerta
- 27º en el Tour de Francia

1931
- 1º Circuito de Santa Cruz (Azkoitia)
- 1º Carrera de Miranda de Ebro
- 1º Carrera de Azpeitia
- 2º Carrera de Vitoria
- 2º X Prueba de Villafranca de Ordizia
- 2º II Circuito de Sodupe
- 3º Course de Côte du Mt. Faron (Toulon, Francia)
- 3º V Gran Premio Bizkaia
- 4º II Campeonato de España de Ciclo-Cross (San Sebastián)
- 5º I Subida a Urkiola (Criterium del Trepador)
- 7º I Vuelta a Levante

1932
- 1º Vuelta al Valle de Leniz (Aretxabaleta)
- 2º VII Prueba de Loinaz (Beasáin)
- 2º Carrera de Burgos
- 2º III Circuito de Sodupe
- 3º Campeonato de Bizkaia
- 3º V Vuelta a Álava
- 4º Subida a Mont Agel (Peille, Alpes Maritimes, Francia)
- 6º Course de Côte du Mt. Faron (Toulon, Francia)

1935
- 2º Prueba de Pentecostés (Bergara)
- 2º II Circuito de Asúa
- 17º I Vuelta a España

## Resultados en Grandes Vueltas y Campeonato del Mundo
Durante su carrera deportiva consiguió los siguientes puestos en las Grandes Vueltas y en los Campeonatos del Mundo en carretera:
| Carrera         | 1924 | 1925 | 1926 | 1927 | 1928 | 1929 | 1930 | 1931 | 1932 | 1933 | 1934 | 1935 |
| --------------- | ---- | ---- | ---- | ---- | ---- | ---- | ---- | ---- | ---- | ---- | ---- | ---- |
| Giro de Italia  | -    | -    | -    | -    | -    | -    | -    | -    | -    | -    | -    | -    |
| Tour de Francia | -    | -    | -    | -    | -    | -    | 27º  | Ab.  | -    | Dsc. | -    | Ab.  |
| Vuelta a España | X    | X    | X    | X    | X    | X    | X    | X    | X    | X    | X    | 17º  |
| Mundial en Ruta | X    | X    | X    | -    | -    | -    | -    | -    | -    | -    | -    | -    |

-: no participa

Ab.: abandono

Dsc.: descalificado

X: ediciones no celebradas

## Equipos
- Sopuerta Sport (1925)
- Victoria (1926)
- Athletic Club (1926 - 1927)
- Arenas Club Morales (1928)
- Real Madrid (1928)
- Soriano (1930)
- Sociedad Ciclista Vitoriana (1930)
- Sociedad Ciclista Bilbaína (1929, 1931-1933)
- Orbea (1935)